# 全日本手をつなぐ育成会
全国手をつなぐ育成会連合会（ぜんこくてをつなぐいくせいかいれんごうかい）は任意団体で、知的障害者とその家族を支援するための活動を行う民間団体の連合体である。

## 歴史
知的障害児を持つ母親3人が提唱し、1952年7月19日に精神薄弱児育成会（別名 手をつなぐ親の会）が設立された。各都道府県に育成会が結成され、それらが団結して1955年に全国精神薄弱者育成会として社団法人となり、1959年には社会福祉法人の全日本精神薄弱者育成会となる。1995年に差別的な言葉を除き、全日本手をつなぐ育成会と改名する。2014年に社会福祉法人を解散し、新たに各都道府県・政令指定都市育成会の連合体として任意団体の全国手をつなぐ育成会連合会を設立、活動している。

## 会員
会員は、設立当初は障害児の親であったが、現在は障害のある本人・その家族や支援者となっている。全国手をつなぐ育成会の正会員である全国47都道府県の手をつなぐ育成会（名称が異なる場合もある）と政令指定都市手をつなぐ育成会の傘下に、数多くの市町村・施設や学校などで作られた育成会が存在する。全国手をつなぐ育成会の正会員は都道府県・政令指定都市育成会とされており、都道府県・政令指定都市育成会以外の団体や個人は、賛助会員となることができる。
市町村の育成会は居住地（中学校校区・駅勢圏で分けることが多い。）別に組織されている例が多い。ただし、名称は自治体名に「手をつなぐ育成会」を加えるスタイルでない場合もある。障害者の家族・本人の加入については、例えば入会できる障害の範囲を知的障害に限定しないなど、育成会毎に要件が異なる場合がある。

## 活動内容
かつての全日本手をつなぐ育成会は、全国統括組織であったことから、各地の委員会をまとめ、研修プログラムを組みセミナーも開催していた。また国際育成会連盟（Inclusion International）や国連などの代表機関との連絡、障害者の雇用・差別禁止・バリアフリーなどに関する法令化に向けた運動を行い政府への助言などマクロ的な活動を行っていた。
社会福祉法人格の取得は、障害者のための入所施設（第1種社会福祉事業）開設を志向してのことだったが、近年ではノーマライゼーションの観点から住み慣れた家、まちで暮らすことを志向するようになっており、法人格返上の一因とされている。
組織・名称変更後は、国際会議への参加や正会員・賛助会員向け機関紙の発行、政策動向等の情報発信などの活動を行っている。

### 鉛筆販売
各都道府県およびその傘下にある育成会は、地元に密着したマイクロ的な活動を行う。最も広く知られているものに、知的障害者支援活動に対する啓発、募金を兼ねて地元の小・中学校などで販売される鉛筆がある。子どもたちの使用する筆記用具が多様化したため、消しゴム・シャープペンなど他の学用品・ハンカチが売られる場合もあるが、いずれの活動も下火となりつつある。
運動実施の是非や商品の名称などは各都道府県・政令指定都市育成会に委ねられており、頒布される学用品等も京都府、鹿児島県などでは「愛のひとしずく」鉛筆、群馬県、栃木県、三重県、熊本県などでは「心のとも」鉛筆、岐阜県・兵庫県・福岡県などでは「心とこころ」鉛筆
、宮城県や東京都などでは「愛の光」鉛筆
と呼ばれていた。